# Уголки (Московская область)
Уголки — деревня в Сергиево-Посадском районе Московской области России, входит в состав городского поселения Хотьково.

## Население
| 1859 | 1890 | 1899 | 1926 | 2002 | 2006 | 2010 |
| ---- | ---- | ---- | ---- | ---- | ---- | ---- |
| 222  | ↗235 | ↘108 | ↗266 | ↘10  | ↗12  | ↘9   |

## География
Деревня Уголки расположена на севере Московской области, в юго-западной части Сергиево-Посадского района, примерно в 41 км к северу от Московской кольцевой автодороги и 17 км к западу от железнодорожной станции Сергиев Посад.
В 11 км юго-восточнее деревни проходит Ярославское шоссе М8, в 11,5 км к югу — Московское малое кольцо А107, в 19 км к северо-востоку — Московское большое кольцо А108, в 22 км к западу — Дмитровское шоссе А104. В 5 км севернее деревни — пути Большого кольца Московской железной дороги, в 6 км восточнее — пути Ярославского направления Московской железной дороги.
Ближайшие населённые пункты — деревни Ахтырка, Жучки и Тешилово.

## История
В «Списке населённых мест» 1862 года — владельческая деревня 1-го стана Дмитровского уезда Московской губернии по левую сторону Дмитровского тракта (из Сергиевского посада в Дмитров), в 23 верстах от уездного города и 17 верстах от становой квартиры, при прудах, с 45 дворами и 222 жителями (114 мужчин, 108 женщин).
По данным на 1890 год — деревня Митинской волости 1-го стана Дмитровского уезда с 235 жителями.
В 1913 году — 43 двора.
По материалам Всесоюзной переписи населения 1926 года — деревня Тешиловского сельсовета Хотьковской волости Сергиевского уезда Московской губернии в 11,7 км от Ярославского шоссе и 8,5 км от станции Хотьково Северной железной дороги, проживало 266 жителей (125 мужчин, 141 женщина), насчитывалось 46 хозяйств (44 крестьянских).
С 1929 года — населённый пункт Московской области в составе:
- Тешиловского сельсовета Сергиевского района (1929—1930)[13],
- Тешиловского сельсовета Загорского района (1930—1954)[14][15],
- Ахтырского сельсовета Загорского района (1954—1959)[15],
- Митинского сельсовета Загорского района (1959—1963, 1965—1991)[16][17],
- Митинского сельсовета Мытищинского укрупнённого сельского района (1963—1965)[16],
- Митинского сельсовета Сергиево-Посадского района (1991—1994)[17],
- Митинского сельского округа Сергиево-Посадского района (1994—2006)[18],
- городского поселения Хотьково Сергиево-Посадского района (2006 — н. в.)[19][20].